# Mihail Panait
Mihail Panait (n. 16 martie 1936) este un deputat român în legislatura 1992-1996, ales în județul Dolj pe listele partidului PDSR.